# 刘守节 (南汉)
刘守节（?—?），十国南漢宗室，后主劉鋹的长子。
南漢后主劉鋹有4子，刘守节为长子。生母不詳。史书没有记载刘守节在南汉的封爵，971年，南汉灭亡，刘守节和劉鋹一起投降宋朝。刘守节在宋朝被封为崇仪副使。其后事迹不详，不知何时去世。